# Юду
Юду (кит. 幽都 — «столица мрака») — город подземного царства душ мёртвых «Диюй» или «Жёлтые источники» в китайской мифологии. По преданиям, находится на крайнем севере, в стране тьмы, а чтобы попасть в него, необходимо двигаться на северо-запад, где у горы Бучжоушань расположены врата в преисподнюю. Согласно сведениям из «Хуайнань-цзы», под словом «Юду» могло подразумеваться самое северное место на земле. Градоначальником является Хоу-ту, но есть много других важных персонажей, живущих в Тёмной столице, где находится резиденция правительства подземного государства.

## Имя
«Ю» (幽) по-китайски означает «тёмный». «Ду» (都) означает «столица». Их сочетание означает «столица мрака», и среди прочего может толковаться как «скрытый, уединенный», также используется для обозначения преступного мира.

## Описание
Юду был описан в различных текстах, а также изображался в китайском искусстве. Иногда существуют различия, в зависимости от религиозной принадлежности текста, то есть написан ли он буддистом, представителем традиционной китайской народной религии или светским человеком. Мрак подземелья является наиболее распространенной характеристикой, хотя в сравнении с остальными областями Диюя, Юду является наиболее освещённым местом, благодаря наличию горящих факелов и свечей.
Юду, как правило, понимается как город с типичной застройкой исторической китайской столицы, такой как Чанъань. Он имеет городские стены, дворцы с залами правосудия, а также различные резиденции для душ умерших. Особенно важным является корпус для официальных отчётов, которые позволяют различным судьям определить надлежащее наказание или, иногда, возвращать к жизни умирающего до срока, если не истекло время жизни, официально отведённое ему на земле.

## Жители
Юду является домом для душ умерших, должностных лиц и различных божеств, а также местом, где те исполняют свои официальные должности и имеют дворцы. В Юду, в том числе, обитает существо, которое может определить правду от лжи. Есть также много подчинённых демонов, которые служат для выполнения команд судей. Многие из них связаны с исполнением наказания или реинкарнацией душ умерших. Правителем всего Диюя и владыкой душ мёртвых, как правило, считается царь Яма (в китайском произношении — Янь-ло). Под его началом находятся десять других царей, которые служат в качестве судей душ умерших.

## Культурное влияние
- Юду является основным местом действия различных китайских мифов, а также появляется в литературных произведениях, основанных на мифологии или легендах, упоминается в религиозных трактатах, встречается в изображениях. В романе Путешествие на Запад, его посещает и возвращается обратно на землю, Сунь Укун.
- Китайская идиома: 北煌幽都, 南煬丹崖 — «на севере сияет над Юду, на юге согревает берега Даньшуя».